# Резниченко, Абрам Исаакович
Абрам Исаакович Резниче́нко (9 [22] февраля 1916, Кременчуг, Полтавская губерния — 26 июня 1973, Киев) — советский график и художник-иллюстратор.

## Биография
Родился в 1916 году Кременчуге (ныне Полтавская область, Украина) в семье ремесленника.
В 12 лет поступил в художественную школу в Харькове, в 1929 году начал работать художником в многотиражной газете «Харьковский паровозник».
В 1933 году работал в Харьковской районной газете «Коммунизм», его первые рисунки появляются в газете «Правда». Учился в Ленинградской художественной академии, работал в газете «Советская Украина» (Киев). В этот период делал свои первые шаги как книжный иллюстратор. Его первые иллюстрации были сделаны к книгам Н. А. Островского «Как закалялась сталь» и «Рождённые бурей». В 1941 году он, будучи художником газеты «Красная Армия», попадает в фашистский плен и проводит три года в лагере для военнопленных. В 1948—1973 годах иллюстрировал десятки книг известных советских писателей. Член СХ СССР и СЖ СССР. Работал в области книжной графики и плаката.

## Иллюстрации к книгам
- «Молодая гвардия» А. А. Фадеева (1946);
- «Молодость» А. М. Бойченко (1948);
- «Как закалялась сталь» Н. А. Островского (1949);
- «Земля гудит» О. Гончара (1949);
- «Тайна Соколиного бора» Ю. Збанацкого;
- «Школа» О. Д. Иваненко (1960).

## Награды
- Сталинская премия 3-й степени (1951) — за серию иллюстраций к повестям О. Гончара «Земля гудит» и Ю. О. Збанацкого «Тайна Соколиного бора».